# Amedeo Tonelli
Amedeo Tonelli (4 de junio de 1985) es un deportista italiano que compitió en tiro con arco, en la modalidad de arco recurvo. Ganó tres medallas en el Campeonato Mundial de Tiro con Arco en Sala entre los años 2005 y 2009.

## Palmarés internacional
| Campeonato Mundial en Sala | Campeonato Mundial en Sala | Campeonato Mundial en Sala | Campeonato Mundial en Sala |
| Año                        | Lugar                      | Medalla                    | Prueba                     |
| -------------------------- | -------------------------- | -------------------------- | -------------------------- |
| 2005                       | Aalborg (Dinamarca)        | Medalla de plata           | Equipo                     |
| 2007                       | Esmirna (Turquía)          | Medalla de oro             | Equipo                     |
| 2009                       | Rzeszów (Polonia)          | Medalla de plata           | Equipo                     |